# Amblema plicata
Amblema plicata е вид мида от семейство Unionidae.

## Разпространение
Видът е разпространен в Канада (Манитоба, Онтарио и Саскачеван) и САЩ (Айова, Алабама, Арканзас, Вирджиния, Западна Вирджиния, Илинойс, Индиана, Канзас, Кентъки, Луизиана, Минесота, Мисисипи, Мисури, Мичиган, Монтана, Небраска, Ню Йорк, Оклахома, Охайо, Пенсилвания, Северна Дакота, Тексас, Тенеси, Уисконсин, Флорида и Южна Дакота).